# غوردون تانر
غوردون تانر هو ممثل كندي، ولد في 1918 في كندا، وتوفي بنفس المكان في 3 أغسطس 1983.

## أعمال

### أفلام
- (1964) دكتور سترينجلوف[1][2]

## وصلات خارجية
- غوردون تانر على موقع IMDb (الإنجليزية)
- غوردون تانر على موقع قاعدة بيانات الفيلم (الإنجليزية)